# 国鉄動力車労働組合
国鉄動力車労働組合（こくてつどうりょくしゃろうどうくみあい、英称：National Railway Motive Power Union, NRMU）は、旧日本国有鉄道（国鉄）の機関士（動力車操縦者）を中心とした労働組合の連合体。略称は動労（どうろう）。
日本労働組合総評議会（総評）、国際運輸労連（ITF）に加盟した。

## 歴史

### 「機労」結成
1950年（昭和25年）に国鉄労働組合（国労）の機関士待遇をめぐる運動方針への反発から、国労機関車協議会を母体とした日本国有鉄道機関車労働組合（機労）が、1951年5月23日に結成された。この背景には、蒸気機関車の運転には、熟練を要する技術や罐焚きと呼ばれる機関車を操作できる状態にしておくまでの準備に手間がかかることから、「一般の駅員より機関士や運転士の方が格上」という現場での運転士達の自負心・エリート意識があったとされる。さらに、機労結成において国鉄本社運転局が積極的に動いたとされている。事実、機労の強かった現業機関は運転局の影響力が強かった北海道等の地方の管理局に多かった。しかし、運転局との密接な関係は、逆に職員局との対立を生んだため、労使関係全般が蜜月とは言えなかった。この運転局との特別な関係は国鉄終焉時まで続いただけでなく、運転局出身者が経営に強く関与したJR東日本の労使関係にも影響を与えた。組合名称の通り、機関車乗務員中心の労組であり、首都圏や大阪地区の国電運転士は大半が国労に留まった。機関車乗務員であっても、旅客列車乗務を主とする機関士は国労に留まる傾向があり、機労の中核はD51やEF15等の貨物用機関車に乗務する機関士たちであった。この傾向も国鉄終焉時まで続いた。組合旗にも蒸気機関車のボックス動輪がデザインされていた。機労結成から動労解散に至るまで機関区出身者が組合指導者の大半を占めた。1978年（昭和53年）の動労によって突如出された貨物安定宣言には、この労組の持つ組織事情が色濃く反映されていた。首都圏の国電運転士の大半を動労が占めるのは国鉄終焉時になってからであり、北海道からの乗務員広域移動の結果であった。
1951年（昭和26年）には機関車会館として、本部ビルを建設した。1958年（昭和33年）7月には、国際運輸労連（ITF）に加盟した。

### 「鬼の動労」へ
1959年（昭和34年）には、機労は組合名称を国鉄動力車労働組合と改称した。この改称には機関車乗務員中心の狭い職能組合から、電車運転士も含む動力車操縦者全てを網羅する心算があったとされている。1960年（昭和35年）7月には、日本労働組合総評議会（総評）に加盟した。
結成当初は非政治的で穏健な職能組合だったが、養成に数年かかる機関士、運転士で構成される組織構成上、勢力拡大に制約が伴うことから、やがて組織維持・拡大のため内部規律、団結を強め、活動も先鋭化した。1960年代 - 1970年代には、国労以上に先鋭的な労働運動を展開、「泣く子も黙る 鬼の動労」と呼ばれる存在となった。その後もマル生運動反対闘争・スト権ストなどを国労と共に主導した。職場闘争において白地に鉢巻状青線に「動力車」の文字の入ったヘルメットを被り参加する組合員もいた。
北海道や東京の上野駅発の東北本線、高崎線、常磐線はとりわけ、動労が強かった。上野から高崎、黒磯、水戸までの国電以外の115系電車や415系電車による中距離普通列車、165系電車や455系電車による急行列車、EF57やEF58が牽引する客車急行、485系電車特急や583系寝台電車特急、EF65やEF80が牽引する夜行寝台特急の全ては動労組合員が運転していた。この組織力はこの地域の機関士や電車運転士が動労のイデオロギーに共鳴した結果ではなく、北海道各局、東京北局（国電を除く）、高崎、水戸の管理局の乗務員が貨物用機関車が多く配置されていた機関区出身者、もしくは機関区出身者によって発足した運転区、電車区出身の電車運転士だったことから来ていた。順法闘争時において高崎線で上尾事件が起こった背景に、北関東地区における国鉄線の運転が組合の指令に忠実な動労組合員に占められていたため、他の地区よりもひどい遅延が慢性的に発生していたことも理由として挙げられる。

### 組合内派閥と組織分裂
1959年（昭和34年）7月、国鉄動力車労働組合と改称し再スタートし、機関車乗務員以外の職場への拡大をめざしたが、組合役員選挙において派閥活動が顕在化した。当初の主流派は同志会（後に労運研）と呼ばれ、秋田、仙台、千葉、金沢、広島、四国、門司地本がその基盤だった。同志会は昔ながらの機関士気質を保持し、穏健な路線を進めようとした。この派閥の代表的人物は仙台地本（地方本部）出身の目黒今朝次郎委員長であった。
それに対して反主流として政策研究会（政研派）と呼ばれる派閥が結成された。政研派の基盤は釧路、旭川、青函、盛岡、高崎、東京、名古屋、大阪、岡山、新幹線地本であった。この派閥を代表する人物は大阪地本出身の林大鳳委員長であった。
当初は人脈、地縁上の対立であったが、次第に政策上の違いが出てきた。特に政研派は左派としての傾向を顕にし始めた。新たに結成された青年部が政研派の強い影響力を受けるようになり、次第に反主流派だった政研派が全国に影響力を及ぼすようになった。初代青年部長に就任したのが東京地本出身の松崎明であり、彼は革マル派の最高幹部だった。松崎は全国の青年部組織を完全に把握し（中核派の影響下にあった千葉地本は例外）、彼の後任の青年部長を輩出した青函、釧路、旭川地本にまず強い支持勢力を得た。同時に革マル派に属さない政研派の幹部とも関係を維持し、彼らを役職に就けることによって政研派内の支持を広げていった。
政研派の勢力伸張は松崎と青年部の力だけではなく、国鉄本社運転局幹部との密接な関係によって助けられていた。1968年（昭和43年）10月1日のいわゆるヨンサントオダイヤ改正や昭和47年ダイヤ改正等において、特急車両が政研派の強い運転所に集中的に新製配置されている。特急列車の運転業務に関しても、北海道等では政研派の強い車両基地の乗務員が中心を担った。北海道地区ではキハ80系気動車が政研派の強い青函局の函館運転所に優先的に配置された。L特急「いしかり」を運転するため485系電車が全国鉄動力車労働組合（全動労）の運転士もいた札幌運転所に配置されたが、L特急「いしかり」運転業務の大半は政研派の強い旭川機関区の運転士が担当した。東北地区で485系電車や583系寝台電車が同志会の強い仙台運転所ではなく、政研派の強い盛岡局の青森運転所に優先的に新製投入された。青森運転所に集中配置された485系電車は大阪から青森まで広域にわたる複雑な運用をおこなった。上野から仙台までの特急「ひばり」にまで青森運転所の車両が投入されるほどであった。労使関係を重視して運転管理部門が特定の現業機関に車両を集中配置する方策は、JR東日本においても踏襲されている。
革マル派と関係が深かった政研派が動労の主導権を握ると、政治セクト・政党支持をめぐって内部対立が起こり、1974年（昭和49年）には日本共産党系の全国鉄動力車労働組合連合会（全動労）が札幌地本を中心として結成された。全国鉄動力車労働組合連合会（全動労）結成において、北海道の室蘭本線の追分機関区で激しい組織対立が起きた。1979年（昭和54年）には三里塚闘争をめぐる対立から中核派系の国鉄千葉動力車労働組合（動労千葉）が、1984年（昭和59年）に国鉄分割民営化を巡って、全東北鉄道産業労働組合（現在の鉄道産業労働組合［鉄産労］）がそれぞれ分裂している。

### 国鉄分割民営化
鬼の動労と呼ばれた動労も、1975年（昭和50年）のスト権ストの敗北によってストライキ戦術がもはや効果的でないと判断、国労と内々に協議しストライキ戦術の放棄を決める。「まず動労が決めないと国労は意見がまとまらない」との国労側の声で先にストライキ放棄を宣言したが、国労内部では意見が分裂し、方針を決めることができなかった。国労に梯子を外された格好の動労は激怒し、両者の路線対立は決定的となる。
貨物列車の衰退がトラックへの移行で著しくなる中、職場を守るため1978年（昭和53年）には貨物列車に関するストを行わない旨を決定する（ゴーサントオ改正にあわせたもので、「貨物安定宣言」としてその旨を宣言した。また、ストライキによって貨物輸送が減ったという批判に対し、反論するためという理由もあった）。1982年（昭和57年）から1984年（昭和59年）頃には、外部からの批判によって国鉄の職場荒廃（カラ出張、ヤミ休暇など）への改善運動が実施されたが、動労はこれにも国労と比較すれば協力する姿勢をとっている。
国鉄分割民営化にあたっては国労が徹底抗戦の構えを見せる一方、動労は松崎明委員長の下、組合員の雇用を絶対に守るという方針から民営化賛成に転換し、1986年（昭和61年）1月、鉄労、全施労とともに国鉄当局と「労使共同宣言」を締結、国労と共に分割民営化反対を唱えていた総評を脱退している。
その結果、ほとんど不採用者・脱落者を出すことなく新会社に採用されたが、組合員個人の意思に反した広域配転（北海道・九州→首都圏へなど）が行われたり、50歳以上の組合員に対しては採用が手控えられ一律に勧奨退職の対象となるなど、結果的に国鉄を追われる形で辞めた組合員は多い。また一部に不採用となった動労役員がいたが、民営化後に子会社役員に招聘されるなど、見せかけだけの「不採用」は、予定調和だったとされている。
その後鉄労などと国鉄改革労組協議会を組織し、それを母体に民営化後のJRでは統合して全日本鉄道労働組合総連合会（鉄道労連、のちJR総連）を結成、民営化された新会社における労働運動で主導権を握った。

## 組織内議員
- 中村順造（元参議院議員、日本社会党）
- 目黒今朝次郎（元参議院議員、社会民主党顧問）